# Vvvuur
Vvvuur (tot 2023 Liberale Vrouwen) is de Vlaamse koepelorganisatie van lokale sociaal-culturele liberale verenigingen. Als lid van de Nationale Vrouwenraad ijvert deze koepel voor meer feminisme. Nationaal en lokaal worden sociale en culturele activiteiten georganiseerd om gelijke kansen te geven aan een ruime en diverse groep vrouwen. Er is een nauwe samenwerking met het Willemsfonds.

## Historiek
In 1972 werd de Sociaal-Culturele Vereniging van Vlaamse Liberale Vrouwen opgericht door Simone Claes-Van Waes. Dit is vrij recent want Vlaanderen kent een lange en rijke traditie van lokale sociaal-culturele liberale vrouwenverenigingen (sommigen bestaan reeds sedert de 19de eeuw). In 1975 werd de koepel erkend als sociaal-culturele vereniging in het kader van het decreet van 4 juli 1975 betreffende het sociaal-cultureel vormingswerk voor volwassenen in verenigingsverband. Deze erkenning ging over in het decreet van 4 april 2003 betreffende het sociaal-cultureel volwassenenwerk en telt nu 104 erkende plaatselijke afdelingen.

#### Voorzitters
- -2018: Aviva Dierckx.
- 2018-2024: Khadija Zamouri[3]
- 2024 - heden: Tess Minnens

## Missie en Visie
'Meer vrijheid, meer vrouw', dat is het motto van de Liberale Vrouwen. Ze zijn ondernemende en creatieve vrouwen die een maatschappelijk engagement opnemen vanuit de liberale grondwaarden: vrijheid, gelijkheid en solidariteit. Ze hanteren vrouwenemancipatie & sensibilisering om een vrije, gelijke en duurzame toekomst te bereiken.
Het aanbod van Liberale Vrouwen bestaat uit o.a. culturele uitstappen, museum- en theaterbezoeken, bedrijfsbezoeken, voordrachten en workshops over o.a. levensstijl, gezondheid, duurzaamheid, persoonlijke en creatieve vaardigheden, vrouwenemancipatie, nieuwe media, assertiviteit en weerbaarheid, sociale vaardigheden, emotionele intelligentie, geheugentraining, kennismaken met andere culturen. Ook organiseren ze regelmatig acties rond sociale thema’s

## Werking
De Liberale Vrouwen werken volgens de traditionele vzw-structuur.
Algemene Vergadering
De Algemene Vergadering van de Liberale Vrouwen is het hoogste beslissingsorgaan in de organisatie. Jaarlijks wordt er een werkingsverslag, een financieel verslag en een begroting ter goedkeuring voorgelegd aan de leden van de Algemene Vergadering. Beleidsplannen en voortgangsrapporten worden aanvullend ook voorgelegd. De Algemene Vergadering verkiest de Raad van Bestuur van onze organisatie.
Raad van Bestuur
De Raad van Bestuur van de Liberale Vrouwen staat in voor het globale beleid van onze vereniging. Dit behelst alle beleids- en beheersmateries als afdelingsgebonden kwesties. De leden van de raad van bestuur worden geacht in het algemeen belang van de organisatie te denken en handelen.
Dagelijks Bestuur
Het dagelijks bestuur van de Liberale Vrouwen staat in voor de dagelijkse werking van de organisatie. Beslissingen van de Raad van Bestuur worden, in overleg met de Algemeen Directeur, door het dagelijks bestuur voorbereid.
Staf
Daarnaast hebben de Liberale Vrouwen een nationale staf, die bestaat uit 6 medewerkers die de verschillende taken binnen de organisatie op zich nemen. Zij staan onder leiding van een Algemeen Directeur (Alexandra Roumans).